# Bărbuceni
Bărbuceni – wieś w Rumunii, w okręgu Vâlcea, w gminie Prundeni. W 2011 roku liczyła 475 mieszkańców.